# Ромео Оліва
Ромео Оліва (італ. Romeo Oliva, 1 січня 1889, Валло-делла-Луканія - 17 травня 1975, Рим) — італійський адмірал, учасник Другої світової війни.

## Біографія
Ромео Оліва народився 1 січня 1889 року у місті Валло-делла-Луканія (провінція Салерно). У 1907 році вступив до Військово-морської академії в Ліворно, яку закінчив у 1911 році у званні гардемарина.
Брав участь в італійсько-турецькій війні на борту броненосця «Амміральйо ді Сан-Бон», потім на борту крейсера «Амеріго Веспуччі». Протягом 1913-1914 років у званні молодшого лейтенанта ніс службу на борту крейсера «Марко Поло», який перебував у Китаї.

### Перша світова війна
У 1915 році після вступу Італії у Першу світову війну повернувся на батьківщину і ніс службу на борту есмінця «Чезаре Россарол». У 1916 році, отримавши звання лейтенанта, був помічником командира підводного човна «H 1». У 1917 році був призначений командиром підводного човна «F 18».
Загалом за участь у Першій світовій війні був нагороджений двома срібними та бронзовою медалями «За військову доблесть».

### Міжвоєнний період
У 1923 році отримав звання капітана III рангу, у 1927 році - капітана II рангу. Ніс службу керівником департаменту забезпечення Арсеналу в Ла-Спеції, потім в Міністерстві військово-морських сил.
У 1932 році призначений командувачем II флотилії підводних човнів.
У 1935 році Ромео Оліва отримав звання капітана I рангу і був призначений командиром крейсера «Горіція». Також до кінця 1937 року обіймав посаду начальника штабу 1-ї морської дивізії. Протягом 1938-1939 років був керівником кабінету в міністерстві військово-морських сил. У січні 1939 року отримав звання контрадмірала і призначений начальником штабу 2-ї морської ескадри. 

### Друга світова війна
1 серпня 1940 року, через два місяці після вступу Італії у Другу світову війну Ромео Оліва був призначений командувачем підводних сил італійського флоту. У 1941 році отримав звання дивізійного адмірала.
24 квітня 1943 року призначений командувачем 7-ї морської дивізії (флагманський корабель - крейсер «Еудженіо ді Савойя»), замінивши на цій посаді адмірала Альберто да Зара.
Після капітуляції Італії 9 вересня 1943 року командувач італійським флотом адмірал Карло Бергаміні наказав італійським кораблям рухатись до портів, що були під контролем союзників. Сам він  на своєму флагманському кораблі лінкорі «Рома» очолив з'єднання, що рухалось до Мальти. Але о 15:50 з'єднання було атаковане німецькою авіацією. «Рома» був вражений радіокерованою бомбою Fritz X і затонув. Загинув адмірал Бергаміні і весь його штаб.
Ромео Оліва, як найстарший офіцер, очолив з'єднання і привів його на Мальту.
1 вересня 1944 року Ромео Оліва залишив командування 7-ю дивізією. У лютому 1945 року він був призначений військово-морського департаменту в Тірренському морі з штаб-квартирою в Неаполі і перебував на цій посаді до вересня 1946 року. Незабаром отримав звання адмірала ескадри, у 1947 році був нагороджений Італійським військовим орденом. Командував військово-морським департаментом в Таранто до березня 1948 року, після чого був призначений командувачем італійським флотом. Обіймав цю посаду до грудня 1950 року. 1 січня 1952 року вийшов у відставку.
Помер у Римі 17 березня 1975 року.

## Нагороди
- Срібна медаль «За військову доблесть» (нагороджений двічі)
- Бронзова медаль «За військову доблесть»
- Офіцер Військового ордена Італії
- Хрест «За військову доблесть» (нагороджений двічі)
- Хрест «За військові заслуги» (нагороджений двічі)
- Великий офіцер Ордена Корони Італії
- Офіцер Ордена Святих Маврикія та Лазаря
- Кавалер Великого хреста ордена «За заслуги перед Італійською Республікою»